# Shou Xing

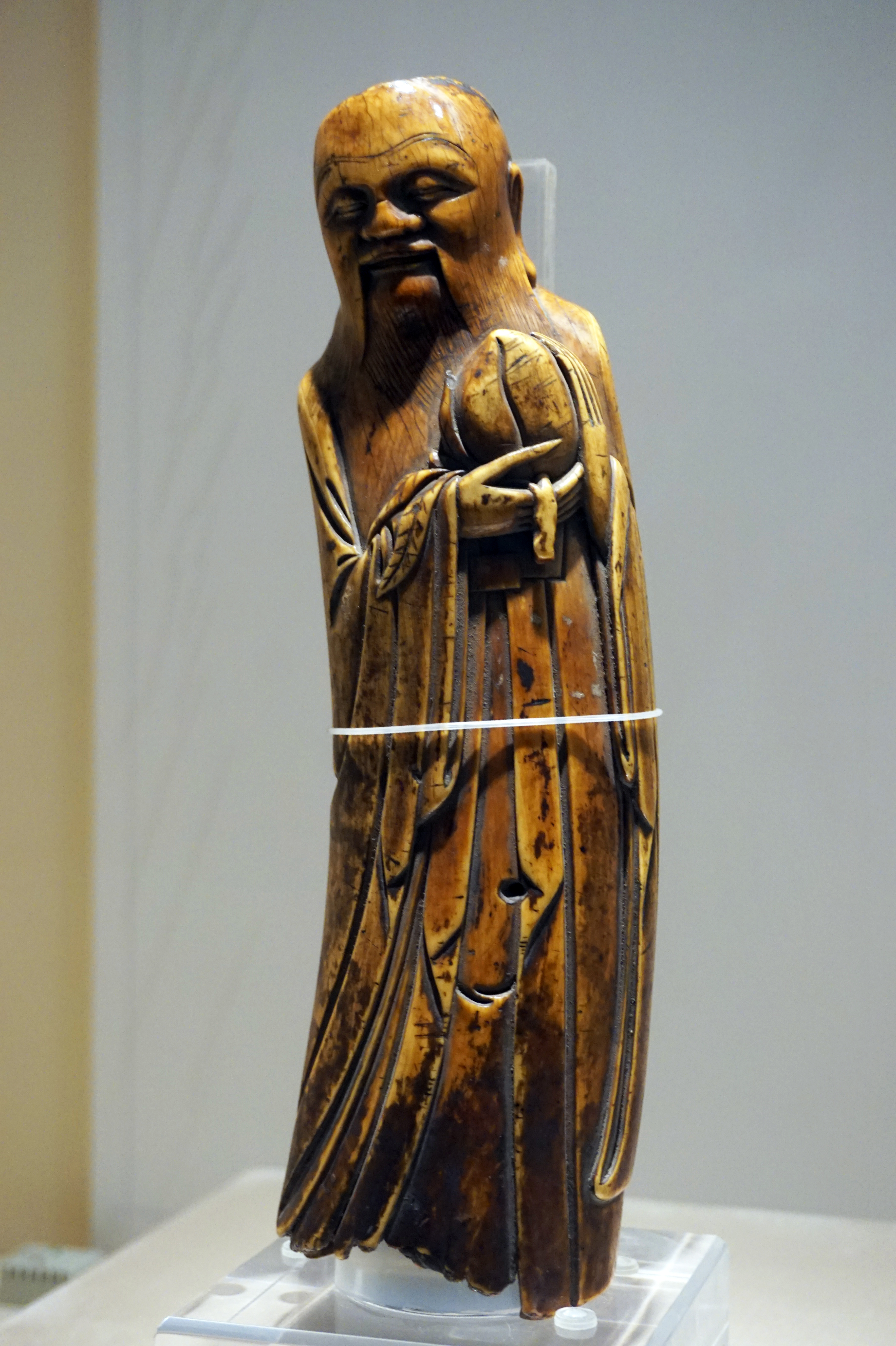
Eine Elfenbeinschnitzerei von Shou Xing aus der Ming-Zeit, Peking 2016

Shou Xing (chinesisch 壽星 / 寿星, Pinyin shòuxīng, Jyutping sau6sing1, auch Alter Mann im Südpol 南極老人 / 南极老人, auch 南極仙翁 / 南极仙翁) ist ein daoistische Gottheit (Xian – 仙) des langen Lebens, der zur Dreiheit Fu Lu Shou gehört. Shou Xing steht in der chinesischen Astronomie für den Stern Canopus oder α Carinae im Sternbild Kiel des Schiffs, der in China als Stern des Südpols bezeichnet wird. Da es eine südliche Konstellation ist, kann Canopus nur selten in Nordchina gesehen werden und sieht bei klarem Himmel rötlich aus. Da die Farbe Rot in China für Glück und langes Leben steht, ist der Stern des Südpols in China sowie in Korea, Japan und Vietnam als Stern des hohen Alters bekannt. In Japan wurde er zu Jurōjin, einem der Sieben Glücksgötter. 
Es wird geglaubt, dass Shou Xing oder Nanji Laorenxing („Alter Mann im Südpol-Sternbild“) die Macht hat, die Lebenszeit der Sterblichen zu beeinflussen. Qin Shihuangdi soll ihm im Jahr 246 v. Chr. als Erster Opfergaben dargebracht haben. Der Kult dauert bis heute an, obwohl das Bedürfnis nach einer persönlicheren Form dazu geführt hat, dass der Stern immer häufiger als alter Mann dargestellt wurde.
Nach einer Legende hat er zehn Jahre im Bauch seiner Mutter verbracht. Er wurde darum als alter Mann geboren. Der Alte Mann des Südpols hat eine hohe, gewölbte Stirn und einen weißen Bart. Der Pfirsich, den er bei sich trägt, steht für Unsterblichkeit. Sein Gesichtsausdruck ist lächelnd und fröhlich. Zwei Hirsche begleiten ihn.
Der Ethnologe Thomas Hauschild hat über Parallelen zwischen Shou Xing und dem christlichen Heiligen Nikolaus von Myra bzw. dem Weihnachtsmann geforscht. Als Verwalter des Buchs der Geburtsdaten rettet Shou Xing in einer Legende einen Jungen vor dem frühen Tod. Statt mit 19 Jahren wird er erst im Alter von 91 Jahren sterben. Diese Tat lässt sich mit dem Einsatz Nikolaus’ für unschuldige Verurteilte und Kinder vergleichen sowie mit den Geschenken für Kinder, deren gute Taten vom Weihnachtsmann in einem Buch notiert werden. Auch äußerlich gleichen sich die Gestalten durch einen Bart oder durch die hohe Stirn bzw. hohe Hüte. Ebenso wie der Weihnachtsmann wird der südliche Stern Shou Xing mit dem Winter assoziiert. Gleiches gilt etwa auch für den älteren, griechischen Windgott Boreas oder den mongolischen Gabengott Sagaan Ubgen.